# ويلسون أكاكبو
ويلسون أكاكبو (بالإنجليزية: Wilson Akakpo)‏ لاعب كرة قدم توغولي من اصل غاني يلعب حاليًا لنادي الاتحاد السكندري في مركز قلب الدفاع.

## روابط خارجية
- ويلسون أكاكبو على موقع قاعدة بيانات كرة القدم.إي يو (الإنجليزية)
- ويلسون أكاكبو على موقع ناشيونال فوتبول تيمز (الإنجليزية)
- ويلسون أكاكبو على موقع Soccerway.com (الإنجليزية)